# Prosopocoilus savagei
Prosopocoilus savagei là một loài bọ cánh cứng trong họ Lucanidae.